# Anaphalioides
Anaphalioides (Benth.) Kirp. – rodzaj roślin z rodziny astrowatych (Asteraceae). Obejmuje 8 gatunków. 

## Systematyka
Pozycja według APweb (aktualizowany system APG III z 2009)
Jeden z rodzajów plemienia Gnaphalieae z podrodziny Asteroideae w obrębie rodziny astrowatych (Asteraceae) z rzędu astrowców (Asterales) należącego do dwuliściennych właściwych.
Wykaz gatunków
- Anaphalioides alpina (Cockayne) Glenny
- Anaphalioides bellidioides (G.Forst.) Glenny
- Anaphalioides hookeri (Allan) Anderb.
- Anaphalioides mariae (F.Muell.) Glenny
- Anaphalioides papuana (Lauterb.) Glenny
- Anaphalioides subrigida (Colenso) Anderb.
- Anaphalioides trinerve (Forst. f.) Anderb.
- Anaphalioides trinervis (G.Forst.) Anderb.